# Zelleromyces australiensis
Zelleromyces australiensis är en svampart som först beskrevs av Berk. & Broome, och fick sitt nu gällande namn av Pegler & T.W.K. Young 1979. Zelleromyces australiensis ingår i släktet Zelleromyces och familjen kremlor och riskor.   Inga underarter finns listade i Catalogue of Life.